# Iberus Vallis
Iberus Vallis é um vale no quadrângulo de Elysium em Marte, localizado a 21.5° N e 208.0° W.  Possui 80.2 Km de extensão e recebeu um nome clássico do Rio Ebro River no nordeste da Espanha.

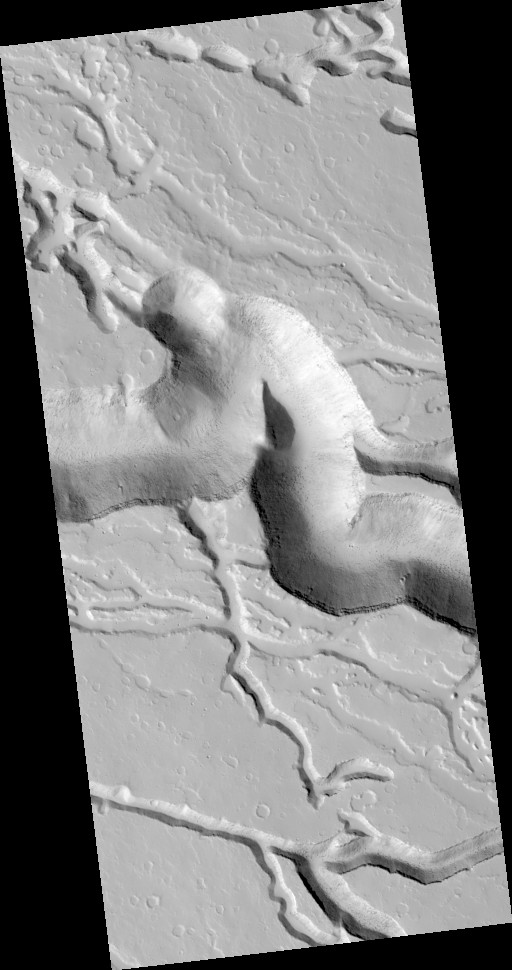
Vista ampla de Iberus Vallis, visto pela HiRISE.